# مسجد القيمري
مسجد القيمري أو مسجد الست قمرة هو أحد أقدم وأعرق المساجد في مدينة القدس، ويقع بداخل أسوار البلدة القديمة في حارة النصارى، وتحديداً على يمين الداخل من باب الجديد. ويعود البناء القائم اليوم إلى العصر العثماني بفلسطين.

## تفاصيله
للمسجد مدخل بسيط يؤدي إلى ساحة مكشوفة، يوجد في جزئها الغربي مصلى مربع الشكل، تعلوه قبة ضحلة يبلغ ارتفاعها 50 متراً تقريباً. وترتكز القبة على قاعدة مثمنة الشكل تتكون من أركان المصلى الأربعة الأصلية، وأربعة أركان معقودة أقيم كل واحد منها على جدار منه. وهناك محراب في منتصف الواجهة الجنوبية للمصلى، وهو عبارة عن حنية مجوفة داخل الجدار. أما الجزء الجنوبي من الساحة المكشوفة، فتقوم عليه غرفة صغيرة تضم الضريح. وتبلغ مساحة المسجد الكلية 48 متراً مربعاً.

## تاريخه
أفاد التقرير الذي عرضته قناة الغد بأن تاريخ البناء يعود إلى القرن الثالث عشر، مشيراً إلى أن المبنى في داخل المسجد يعود إلى الفترة المملوكية، حيث شُيد على نمط الأعمدة الأربعة المملوكية التي تحمل فوقها قبة.
ويرد في وثائق مؤسسة إحياء التراث والبحوث الإسلامية إشارات حول شؤون المسجد وموظفيه، واستعماله كمصلى حتى عام 1948، حيث قامت العصابات الصهيونية بإلحاق العديد من الأضرار به خلال حرب النكبة التي شنتها في ذلك العام. 
وفي سنة 1950، باشرت بلدة القدس بالتنسيق مع إدارة أوقاف القدس في إعمار ما تهدم منه.  واستمرت عملية الإعمار فيه بعد حرب حزيران 1967، حيث أزيلت الاستحكامات العسكرية المقابلة له.  ثم سلمته البلدية إلى أوقاف القدس التي طلبت إعادة وصل التيار الكهربائي إليه في سنة 1973، واسترجعت أرضاً مجاورة للمسجد بمساحة 80 متراً مربعاً وضمتها له في سنة 1987. وبعد ثلاثة أعوام، أجرت دائرة أوقاف القدس تعميراً شاملاً فيه.
في سنة 1992، بدأ التفكير بإدخال وظيفة تعليمية تربوية إلى وظائف المسجد، حيث طلبت جمعية المسجد الأقصى الخيرية استغلال الأرض التابعة إلى المسجد ومرفقاته بإنشاء روضة ومكتبة وعقد دروس دينية، وتكللت الجهود بإقامة مدرسة الهدى لتعليم الأطفال حتى سن الثانية عشرة (الصف السادس الأساسي).

## التسمية
تنسب تسميته إلى بعض الأمراء المجاهدين الذين توفوا في القدس ودفنوا في القبة القيمرية، وهم:
- الأمير حسام الدين أبو الحسن بن أبي الفوارس القيميري المتوفي سنة (648هـ/ 1250م).
- الأمير ضياء الدين موسى بن أبي الفوارس المتوفي سنة (661هـ/ 1262م).
- الأمير ناصر الدين بن حسن القيميري المتوفي سنة (665هـ/ 1266م).
- الأمير ناصر الدين محمد جابر بك أحد أمراء الطبلخانة بالشام وناظر الحرمين بالقدس والخليل المتوفي في سنة (776هـ/ 1374م).

ولذلك يقول خبير الآثار أحمد طه أن للمسجد علاقة بالقبة القيمرية التي تقع قرب مقام سيدنا عكاشة الواقع إلى الغرب من أسوار مدينة القدس، ويرى أيضًَا أن أصله ربما كان زاوية ضمت المسجد وضرح مؤسسها.